# 2019年阿根廷及烏拉圭大停電

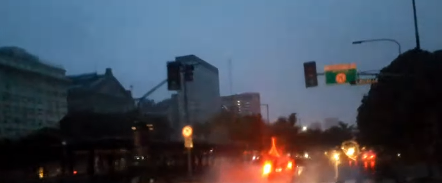
停電後的布宜諾斯艾利斯，街上完全沒有電力供應

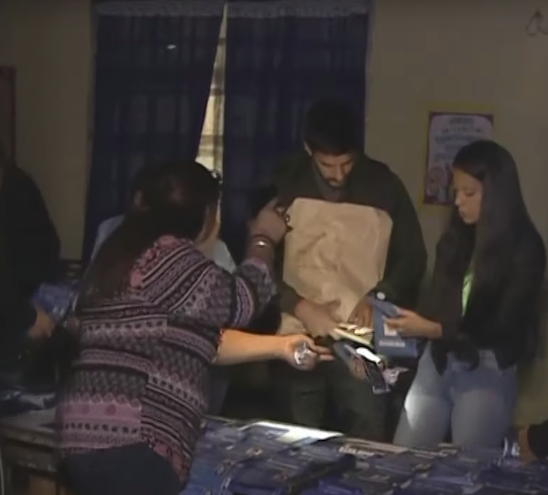
阿根廷的福爾摩沙省投票時亦沒有電力供應

2019年阿根廷及烏拉圭大停電（或稱2019年南美大停電）發生在6月16日，烏拉圭全國、阿根廷大部分地區、巴拉圭部分地區出現停電，一共造成4800萬人受影響無電力供應。

## 經過
阿根廷能源部長古斯塔沃·陸皮特基表示6月16日上午7時07分（UTC-3），國內的電力網突然「崩潰」。據知故障發生在阿根廷互聯系統。今次停電造成4800萬人無電力供應。阿根廷幾乎全國都受影響（除了國內極南的火地群岛以外），烏拉圭更是全國停電，連同巴拉圭部分地區也有停電的情況。部分媒體報導指智利局部地區和巴西南部也受此大停電影響，但兩國政府先後否認。
阿根廷配電商Edesur在早上7時50分於推特宣布阿根廷和烏拉圭因此次事故，而全國停電。鐵路和地鐵的列車服務受阻，但空中交通則不受影響。Edesur表示當日早上10時前已經恢復布宜諾斯艾利斯部份地區的供電，同時指出可能要不少時間才可以令供電全面回復正常。下午1時半前，烏拉圭國內的75%電力服務已經恢復 。下午3時，阿根廷國內5萬人的電力已經恢復正常。烏拉圭國營電力公司UTE亦在推特確定內格羅河以北地區、沿岸城市和烏拉圭的大都市區的電力服務已修復好。黃昏前，阿根廷98%的電力服務已經回復正常。
6月17日，阿根廷和烏拉圭絕大部分地區已經恢復電力供應。阿根廷總統毛里西奧·馬克里承諾將會進行全面調查。阿根廷媒體引述政府消息指出，是次大停電與渣斯利塔水壩供電到電網時出現故障有關。

## 影響
由於飲用水供水系統受大停電影響，阿根廷國內最大水公司之一的「阿根廷食水與衛生公司」警告沒有電力供應的市民限制用水量。
大停電亦導致阿根廷的省長地方選舉受影響，選民要在黑暗中投票，部分人用手機作光源。國內亦有部份省份的選舉延后舉行。
由於醫院的後備發電機令電力運作維持正常，當局敦促依賴家庭醫療設備的病人到當地醫院就診。

### 阿根廷
在阿根廷，此次停电影响到全部的省除去火地岛和科尔多瓦省的提契诺。
阿根廷供电商Edesur于7:50在推特上公告在阿根廷和乌拉圭发生大规模停电的原因为一个意外。此次停电影响到布宜诺斯艾利斯地铁、火车系统、交通系统、加油局、商店等，却没有影响到航空业。

## 調查
阿根廷政府與供电公司Edesur都就今次大停電展開調查。阿根廷能源部長陸皮特基表示大停電不太可能是因网络攻击而起。
阿根廷一名獨立能源專家將大停電歸咎於國家能源基建的「系統操作和設計錯誤」。实际上阿根廷电力设施老旧、供电网年久失修已是多年顽疾。
初步的調查報告指出，一條500kV電纜因短路脫扣。之後，另一條500kV電纜因不明原因脫扣，引發大停電。